# Tratado de Nuarsaque

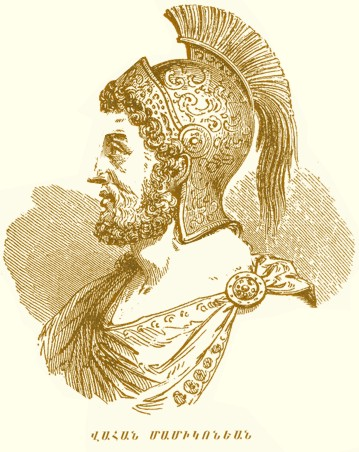
Vaanes

O Tratado de Nuarsaque (em georgiano: Նուարսակ; romaniz.: Nuarsak) foi assinado entre o general armênio Vaanes I e os representantes do xainxá Balas (r. 484–488) em Nuarsaque em 484. Este tratado assegurou liberdade religiosa e autonomia aos armênios. Após o tratado, Vaanes foi nomeado o governador (marzobã) da província da Armênia.
As condições do tratado foram:
1. Todos os altares de fogo na Armênia deveriam ser destruídos e nenhum outro novo deveria ser construído.
2. Os cristãos na Armênia deveriam ter liberdade de culto e conversões ao zoroastrismo deveriam ser paradas.
3. As propriedades do país não deve ser loteadas a pessoas que se converteram ao zoroastrismo.
4. O rei persa deveria, em pessoa, administrar a Armênia com a ajuda de governadores e representantes.